# Trichomonas gallinae
Espèce
Trichomonas gallinae est une espèce de flagellés, parasite des oiseaux. D'abord connu pour affecter essentiellement les colombidés (pigeons et tourterelles), et à un moindre degré la volaille et un certain nombre d'espèces sauvages parmi lesquelles les rapaces, il s'est récemment révélé être une redoutable cause de mortalité pour certains fringillidés (pinsons et verdiers notamment) ; pour cette raison, cette trichomonase aviaire est considérée comme un syndrome émergent,. Des parasitoses du même type auraient pu affecter les Tyrannosaurus.